# 粟屋駅 (芸備鉄道)
粟屋駅（あわやえき）は、かつて広島県高田郡粟屋村（現在の三次市粟屋町）にあった、当時の芸備鉄道（現在のJR芸備線）の駅。1922年（大正11年）6月7日に廃駅となった。

## 駅構造
線路の西側（三次方面に向かって左側）に単式ホーム1面1線を有する地上駅であったと思われる。

## 駅周辺
当駅は当時の粟屋村内で唯一の駅であった。ただし、粟屋の中心地は当時の三次駅（現在の西三次駅）からほど近い場所にあり、当駅や後に開業した三江線の粟屋駅（2018年に廃止）は粟屋の中心地からは数km離れている。

## 歴史
- 1916年（大正5年）4月15日：芸備鉄道の志和地駅 - 三次駅（現在の西三次駅）間に粟屋停留場が開業。同日に戸坂停留場・玖村停留場も開業している[2]。
- 1922年（大正11年）6月7日：廃止[3]。

## 駅跡
ホーム・駅舎の遺構と思しき盛土が存在する。当駅は芸備線内ではもっとも初期に廃止された駅であるが、後に開業し廃止された駅がガソリンカー専用の「飛び乗り駅」と呼ばれる簡素な駅だったこともあり、芸備線（広島・三次間）の廃駅の中ではもっとも明瞭に遺構が残っている。